# 塞夫尔河畔迈东
塞夫尔河畔迈东（法語：Maisdon-sur-Sèvre，法語發音：[mɛdɔ̃ syʁ sɛvʁ] ⓘ）是法国大西洋卢瓦尔省的一个市镇，位于该省东南部，属于南特区。

## 地名
该地名“Maisdon-sur-Sèvre”发音为[mɛdɔ̃ syʁ sɛvʁ]，“Maisdon”中的字母“s”不发音，《世界地名翻译大辞典》与《世界地名译名词典》将其误译作“塞夫尔河畔迈斯东”。

## 地理
塞夫尔河畔迈东（47°5'50"N, 1°23'6"W）面积17.45 平方千米，位于法国卢瓦尔河地区大区大西洋卢瓦尔省，该省份为法国西北部沿海省份，位于布列塔尼半岛东南部，北起伊勒-维莱讷省，西北接莫尔比昂省，西临大西洋，南至旺代省，东临曼恩-卢瓦尔省。
与塞夫尔河畔迈东接壤的市镇（或旧市镇、城区）包括：曼恩河畔艾格勒弗耶、泰博堡、拉艾富阿西耶尔、莫尼耶尔、勒帕莱、曼恩河畔圣菲亚克、圣吕米纳德克利松。
塞夫尔河畔迈东的时区为UTC+01:00、UTC+02:00（夏令时）。

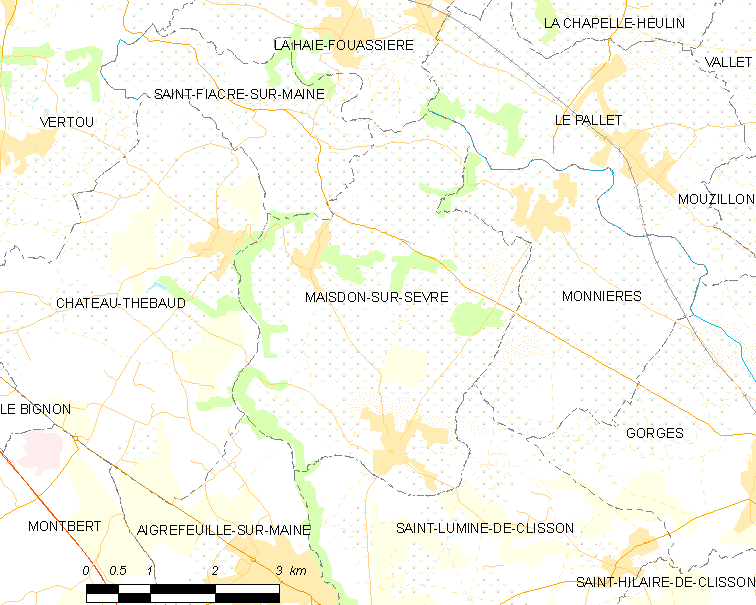
塞夫尔河畔迈东的OSM定位图

## 行政
塞夫尔河畔迈东的邮政编码为44690，INSEE市镇编码为44088。

## 政治
塞夫尔河畔迈东所属的省级选区为克利松县。

## 人口

1962-2008年间塞夫尔河畔迈东人口变化图示

塞夫尔河畔迈东于2022年1月1日时的人口数量为3071人。